# Линии и станции Московского метрополитена
Вот список ниже приведённых линий:

## Линии
Существующие подземные:
Сокольническая
Замоскворецкая
Арбатско-Покровская
Филёвская
Кольцевая
Калужско-Рижская
Таганско-Краснопресненская
Калининская
Солнцевская
Серпуховско-Тимирязевская
Люблинско-Дмитровская
Большая кольцевая
Бутовская
Некрасовская
Троицкая
Существующие наземные:
МЦК
МЦД - 1
МЦД - 2
МЦД - 3
МЦД - 4

Проектируемые линии метро:

Рублёво-Архангельская

Бирюлёвская

## Станции
Сокольническая линия:

Бульвар Рокоссовского
Черкизовская
Преображенская площадь
Преображенский метромост
Сокольники (частично работает в составе Большая кольцевая линия)
Красносельская
Комсомольская (частично работает в составе Кольцевая линия)
Красные Ворота
Чистые пруды
Охотный ряд
Библиотека имени Ленина
Кропоткинская
Парк культуры (частично работает в составе Кольцевая линия)
Фрунзенская
Спортивная
Лужнецкий метромост
Воробьёвы горы
Проспект Вернадского (частично работает в составе Большая кольцевая линия)
Юго-Западная
Тропарёво
Румянцево
Саларьево
Филатов луг
Прокшино
Ольховая
Коммунарка

Замоскворецкая линия:
Ховрино
Беломорская
Речной вокзал
Водный стадион
Войковская